# Amphithéâtre romain d'Ivrée
L'amphithéâtre d'Ivrée (en italien : Anfiteatro romano di Ivrea) est un amphithéâtre romain situé dans la ville d'Ivrée, au Piémont en Italie.

## Historique
L'amphithéâtre de la colonie romaine d'Eporedia (aujourd'hui Ivrée) est construit au milieu du Ier siècle le long de la route menant à Verceil. On estime qu'il pouvait accueillir plus de dix mille spectateurs. Pour le construire, une villa préexistante doit être partiellement démolie, et certains de ses murs sont intégrés dans la structure de l'amphithéâtre.

## Description
La structure présente un plan elliptique dont l'axe majeur mesure 65 mètres, avec des entrées pour les spectateurs à chaque extrémité. Une chambre souterraine située au centre de l'arène et reliée par un couloir souterrain aux zones de service situées sous la cavea permettait le déplacement du matériel de scène et des animaux.